# Marie-Christine Ribaud de Gineste
Marie-Christine Ribaud de Gineste, née le 5 septembre 1961 à Grenoble, est une pilote française de char à voile, en catégorie classe Standart.

## Biographie
Le char à voile est, pour Marie-Christine Ribaud de Gineste, une histoire de famille. Mariée à François Ribaud de Gineste, un ancien champion d’Europe de la discipline, elle est aussi la belle-sœur de Véronique Ribaud de Gineste, à qui elle ravit le titre de championne du monde, classe Standart, en 2004. 
Marie-Christine découvre le char à voile relativement tard, en 1994, lors d’un stage à Berck. Cette année-là, elle qui venait de passer vingt ans à Toulon, est tombée amoureuse de la ville et d’un sport, elle dit : « j’ai tout de suite acheté un appartement et un char ».
Son club Les Lunas créé en Vendée (où il compte toujours une antenne), fonctionne par le biais du mécénat et transféré sur la Côte d'Opale, à Verton,.

## Palmarès

### Championnats du monde
- Médaille d'or en 2004, en classe Standart, à Sankt Peter-Ording,  Allemagne
- Médaille d'or en 2006, en classe Standart, au Touquet-Paris-Plage,  France
- Médaille d'or en 2010, en classe Standart, La Panne,  Belgique[1],[2]

### Championnats d'Europe
- Médaille d'or en 2005, en classe Standart, à Terschelling,  Pays-Bas
- Médaille d'or en 2010, en classe Standart, à La Panne,  Belgique[1],[2]

### Championnats de France
- Championne de France en 2010 en catégorie classe Standart[1]